# Jan-Robert von Renesse
Jan-Robert F. von Renesse (* 7. April 1966 in Münster) ist ein deutscher Sozialrichter.

## Ausbildung
Von Renesse studierte Rechtswissenschaft an den Universitäten Bochum und Münster. Er wurde mit der Dissertation Entscheidung und Verantwortung – Richterliches Urteil und militärischer Entschluß promoviert.

## Wirken
Von 2006 bis zum Frühjahr 2010 war von Renesse als Beisitzer dem 12. Senat des Landessozialgerichts Nordrhein-Westfalen in Essen zugewiesen und als Berichterstatter zuständig für die Rentenzahlungen an Zwangsarbeiter in Ghettos während der Zeit des Nationalsozialismus nach den Regelungen des Ghettorentengesetzes. Seitens deutscher Behörden erfolgte eine umfassende Werbung bei jüdischen Opferverbänden. Von den etwa 70.000 Anträgen auf Zahlung einer Ghettorente lehnten die deutschen Rententräger 96 % ab. Von Renesse führt dies auf die verfolgungsbedingte Beweisnot der Ghettoüberlebenden zurück, die „meist nichts anderes als die auf dem Arm eintätowierte KZ-Nummer (...) als Beweis hatten.“ Die Tätigkeit der deutschen Behörden fasste von Renesse wie folgt zusammen:

„Ihren eigenen Berichten [der Ghettoüberlebenden] hörte die deutsche Bürokratie – die allein auf ungeeignete Formulare oder alte deutsche Akten vertraute – gar nicht erst persönlich zu und schenkte ihnen auch sonst keinen Glauben.“

Von Renesse warf seinen Kollegen vor, weder Historiker noch sonstige Experten zur Beweisermittlung hinzugezogen zu haben, sondern anhand einer unvollständigen Liste von Ghettos aus der Online-Enzyklopädie Wikipedia vorgegangen zu sein. Während zuvor nur Fragebögen der Antragsteller ausgewertet wurden, führte von Renesse auch mündliche Anhörungen der Betroffenen durch. Er verlegte dafür auch Verhandlungen nach Israel, wofür er insgesamt acht Dienstreisen unternahm. Zudem beauftragte er in vielen Fällen Historiker mit der Begutachtung. Unter den von Renesse geleiteten Verhandlungen erhöhte sich die Bewilligungsquote der Anträge auf ca. 60 %. Sein Vorgehen beeinflusste auch eine Grundsatzentscheidung des Bundessozialgerichts im Jahr 2009, durch welche die Beweisführung für die Betroffenen erleichtert wurde. Dem Ansinnen der Rentenversicherung Rheinland, ein halbes Jahr lang keine anhängigen Fälle mehr zu verhandeln, verweigerte er sich. Er wurde im März 2010 von den Ghetto-Fällen abgezogen und Mitglied im 13. Senat.
Am 12. November 2010 wandte er sich in einem Brief an die Abgeordneten des Landtags und an den Justizminister von Nordrhein-Westfalen (Thomas Kutschaty, Kabinett Kraft I), worin er sich über „massive persönliche Anfeindungen“ vonseiten der Justizverwaltung und Teilen der Richter seines Gerichtes beklagte. Im März 2016 wurde vor dem Landgericht Düsseldorf in einem Disziplinarverfahren gegen von Renesse verhandelt. Geklagt hatte im Juni 2014 NRW-Justizminister Thomas Kutschaty (SPD) wegen Rufschädigung der Sozialgerichtsbarkeit. Das Verfahren wurde am 13. September 2016 nach einer Einigung von Renesses und des Justizministeriums, über welche Stillschweigen vereinbart wurde, eingestellt. Konkret ging es um eine Aussage in seiner Petition an den Bundestag von 2012, die u. a. die längere rückwirkende Zahlung von Ghettorenten zum Ziel hatte. Er soll dort unter anderem geschrieben haben, dass „in der NRW-Justiz Absprachen und Handlungen getroffen werden, um bewusst Holocaustüberlebenden zu schaden.“ Die Petition könnte dazu beigetragen haben, dass der Bundestag im Juli 2014 das Ghettorentengesetz novellierte (BGBl. I S. 952), wodurch Auszahlungen rückwirkend ab 1997 möglich wurden (Antragsfrist war vom 1. Juli 1997 bis zum Juni 2003).
Im März 2016 wurde der nordrhein-westfälischen Ministerpräsidentin Hannelore Kraft (SPD) von Colette Avital (Awoda), Vorsitzende des Center of Organizations of Holocaust Survivors (COHS) und ehemalige Knesset-Abgeordnete sowie ehemalige israelische Präsidentschaftskandidatin, eine Petition übersandt, nach der sich Holocaustüberlebende und ihre Nachfahren „tief gekränkt“ fühlten „durch die Nachricht, dass der Richter Jan-Robert von Renesse vor Gericht gebracht wird“. Weiter heißt es in der Petition: „Das ist das erste Mal, dass ein Richter nach dem Zweiten Weltkrieg vor Gericht gebracht wird, weil er Opfern zu ihrem Recht verhalf. Richter von Renesse ist ein anständiger und mutiger Mann. Wir sind ihm zu tiefem Dank verpflichtet und sind der Ansicht, dass er für seine Bemühungen gewürdigt und nicht bestraft werden sollte“. Das Simon Wiesenthal Center rügte in einer Protestnote an Bundesjustizminister Heiko Maas (SPD) eine „Schikane“ gegen von Renesse.

## Persönliches
Von Renesse ist der Sohn der ehemaligen SPD-Bundestagsabgeordneten Margot von Renesse. Von Renesse ist mit einer Polin verheiratet, deren Großvater in einem Konzentrationslager ermordet wurde. Sie haben vier Kinder.

## Schriften (Auswahl)
- Entscheidung und Verantwortung – Richterliches Urteil und militärischer Entschluß: vergleichende Untersuchung für eine kundenorientierte Justiz, Shaker, Aachen 2001 (Dissertation), ISBN 3-8265-8899-1.

- in: Ev. Kirchengemeinde Heessen (Hrsg.): Zukunft der Kirche, Kirche mit Zukunft. Hammer Erklärung vom 13.2.2001 für eine bessere Reform (Memento vom 3. September 2003 im Internet Archive) (103 Seiten pdf), 2001:
  - Zukunft der Kirche – 95 Thesen für eine bessere Reform, S. 70–84
  - Fünf Minuten Kirchenrecht für Klarheit in der Reform, S. 95–93

- Wiedergutmachung fünf vor zwölf: das „Gesetz zur Zahlbarmachung von Renten aus Beschäftigungen in einem Ghetto“, in: Jürgen Zarusky (Hrsg.): Ghettorenten. Entschädigungspolitik, Rechtsprechung und historische Forschung, Oldenbourg, 2010 (Volltext digital verfügbar), S. 13–37

- als Herausgeber, mit Günter Brakelmann: Kirche mit Profil. Impulse für die notwendigen Reformen, Biblioviel, Bochum 2001 (Kommunikative Kirche 2)
- als Herausgeber, mit Ralf Pannen: Handbuch für Justizfachangestellte, 2. Auflage (20111), Heymann, Köln 2013

## Auszeichnungen
- Die Jülicher Gesellschaft gegen das Vergessen und für die Toleranz e.V. verlieh von Renesse 2012 den Preis der Gesellschaft für Zivilcourage und ehrte damit seinen Einsatz zugunsten der Gettorentner.
- Die Stadt Dachau ehrte 2017 von Renesse mit dem Dachau-Preis für Zivilcourage. Die Preisverleihung fand am 10. Dezember 2017 statt.[10]
- Die Jüdischen Gemeinde Düsseldorf verlieh am 19. Oktober 2017 die Josef-Neuberger-Medaille.[11]
- Die Europäische Janusz Korczak Akademie verlieh am 20. November 2017 den Janusz Korczak Preis für Menschlichkeit.[12]
- 2019: Mutig-Preis[13]